# Jessica Jaymes

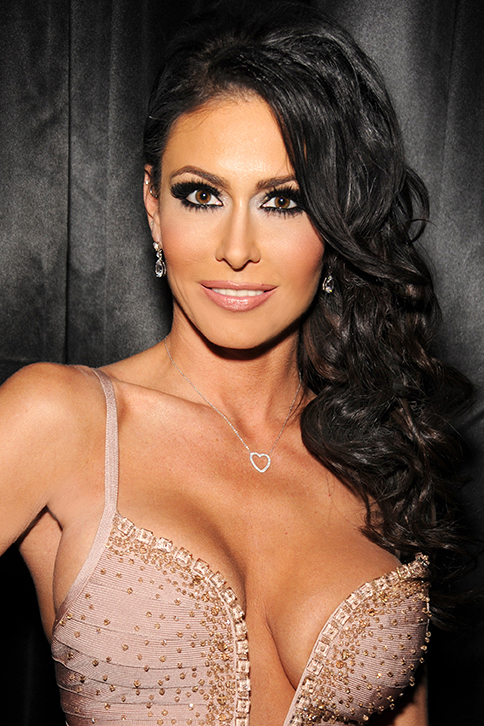
Jessica Jaymes (2014)

Jessica Jaymes (* 8. März 1979 als Jessica Redding in Anchorage, Alaska; † vor 17. September 2019 in Los Angeles, Kalifornien) war ein US-amerikanisches Model, Pornodarstellerin und Produzentin. Sie war Besitzerin eines erfolgreichen Pornofilmstudios namens Spizoo.

## Leben und Werdegang

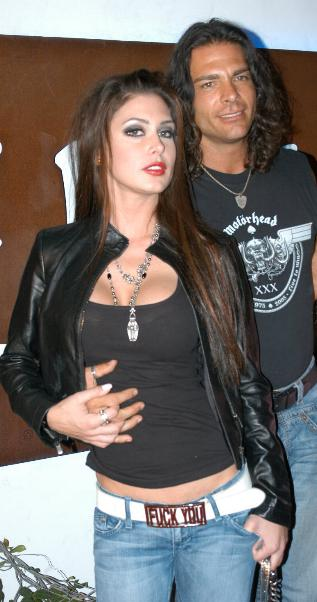
Jaymes mit ihrem früheren Partner Nick Manning (2005)

Jaymes arbeitete als Grundschullehrerin, bevor sie 2002 eine Karriere in der Pornoindustrie begann. Ihr Künstlername ist eine Kombination ihres echten Vornamens und ihres damaligen Freundes James. Im Jahr 2004 wurde sie das erste Vertragsmodel von Hustler und „Hustler Honey of the Year“. Im August 2008 war sie „Pet of the Month“ der Zeitschrift Penthouse.
Jaymes drehte unter anderem folgende Filme: Jack’s Playground 3, Stuntgirl, InTERActive und Fishnets 9. Zudem ist sie in Big Tits in Uniform 6 und Tonight’s Girlfriend 11 zu sehen.
Neben ihren Auftritten in pornographischen Produktionen war sie auch in anderen Genres als Schauspielerin tätig: Sie spielte in einer Nebenrolle in zwei Episoden der Fernsehserie Weeds, trat in der VH1-Reality-TV Show Celebrity Rehab auf und stand regelmäßig in der TV-Serie Totally Busted vor der Kamera.
2005 spielte sie im Erotik-Thriller Sexy Suspects, der unter anderem bei The Movie Channel, Showtime und Showtime Too ausgestrahlt wurde, als flüchtige Diebin ‚Kate‘. Für kleinere Nebenrollen war sie 2010 in der Komödie How to Make Love to a Woman und dem Thriller KGB – Killer, Gejagter, Beschützer sowie 2010 im Horrorfilm Bloodstruck zu sehen.
Größere Bekanntheit in den Medien erlangte sie im Jahr 2004 aufgrund einer Berichterstattung über eine angebliche Affäre mit Nick Lachey, dem damaligen Mann von Jessica Simpson; Jaymes war bei einer Junggesellenfeier als Stripperin aufgetreten. Jaymes litt an Krampfanfällen. Ihr Geschäftspartner und früherer Ehemann fand sie am 17. September 2019 tot in ihrem Zuhause in North Hills, Los Angeles, nachdem sie sich eine Woche lang nicht gemeldet hatte. Laut Untersuchungsbericht des für das Los Angeles County zuständigen Coroner wurden in der Autopsie ein Krampfanfall und chronische Alkoholabhängigkeit als Todesursache festgestellt. Jessica Jaymes wurde 40 Jahre alt.

## Auszeichnungen

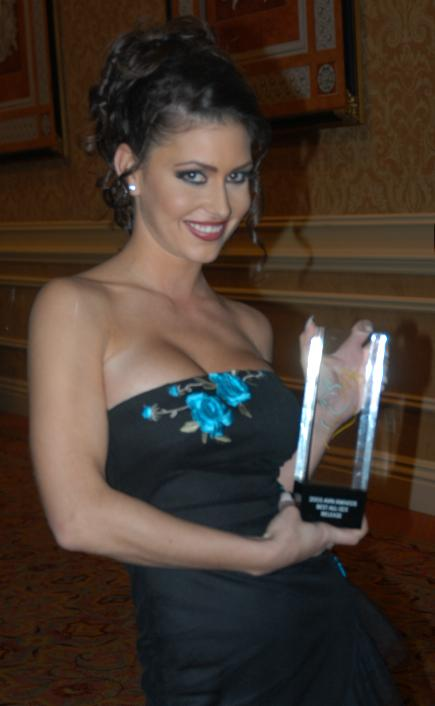
Jaymes mit einem AVN Award (2007)

- 2004: Italienische Delta di Venere als „Best American Starlet“[20]
- 2008: Penthouse Pet of the Month (August)
- 2018: Aufnahme in die AVN Hall of Fame[21]

Nominierungen
- 2005: AVN Award in der Kategorie „Best Tease Performance“ für Hustler’s Centerfolds [22]
- 2005: AVN Award in der Kategorie „Best All-Girl Sex Scene – Video“ für Gina Lynn’s Close-Up 2 (mit Justine Joli und Ramona Luv)[22]
- 2006: AVN Award in der Kategorie „Best Group Sex Scene – Film“ für The Devil in Miss Jones (mit Cameron Caine, Rachel Rotten, Savanna Samson, Anthony Hardwood, Mario Rossi und Rob Rotten)[23]
- 2010: AVN Award in der Kategorie „Best Threeway Sex Scene“ für Sleazy Riders (mit Iron Cross, Lee Stone und Mya Nichole)[24]
- 2010: FAME Award in der Kategorie „Favorite Breasts“[25]
- 2012: XBIZ Award in der Kategorie „Porn Star Site of the Year“ für JessicaJaymesXXX.com[26]
- 2013: AVN Award in der Kategorie „Best Porn Star Website“ für JessicaJaymesXXX.com[27]
- 2013: XBIZ Award in der Kategorie „Best Scene – Vignette Release“ für Big Tits in Sports 9 (mit Keiran Lee)[28]

## Filmografie (Auswahl)
- 1995: Little Girl Lost
- 2003: Totally Busted (Fernsehserie, 13 Folgen)
- 2003: Jack’s Playground 3
- 2004: Stuntgirl
- 2005: Sexual Suspects (Fernsehfilm)
- 2005: Beauty and the Bodyguard
- 2006: Hotel Erotica Cabo (Fernsehserie, eine Folge)
- 2007: Weeds – Kleine Deals unter Nachbarn (Weeds, Fernsehserie, zwei Folgen)
- 2008: Fishnets 9
- 2010: How to Make Love to a Woman
- 2010: This Ain’t Celebrity Apprentice XXX
- 2011: Triple Trouble
- 2013: Dirty Rotten Mother Fuckers 6
- 2013: Illicit Affairs
- 2015–2021: My Friend’s Hot Mom 48, 91
- 2016–2018: Seduced By a Cougar 45, 50
- 2016: VIP Stripper Sex 6
- 2016: Pure MILF 12
- 2017: POV Mania 12
- 2017: Moms Teach Sex 11
- 2018: Trick Or Treat XXX
- 2018: Erotic Nights
- 2018: I Have A Wife 46
- 2018: Air B And Bang
- 2019: Sinful Taboo Confessions
- 2020: Dirty Masseur 17
- 2020: My Wife Has A Girlfriend
- 2020: A Nurse's Touch